# Feciales
Los feciales  fueron un collegium de veinte sacerdotes encargados de regular las relaciones diplomáticas de Roma con los pueblos extranjeros conforme a la religión romana, en especial en asuntos relacionados con las declaraciones de guerra y la firma de tratados. Se reclutaban por cooptación entre la aristocracia patricio-plebe y su constitución se atribuía al rey Numa Pompilio.

## Ceremonias de los sacerdotes feciales
Los feciales acompañaban a las misiones diplomáticas formando comisiones de, por lo general, cuatro sacerdotes. El jefe de la delegación fecial ostentaba el título de pater patratus, porque su padre debía estar aún vivo. Portaba un cetro para simbolizar el poder de Júpiter y una piedra sagrada que representaba al mismo dios. No podía usar vestiduras de lino.
Los tratados con Estados extranjeros requerían la intermediación de los feciales. El sacerdote en misión se presentaba ante los extranjeros con tierra sagrada del Capitolio y, tomando por testigo la piedra de Júpiter que llevaba consigo, juraba en nombre del pueblo romano respetar el tratado y mataba un cabrito para sellar el pacto.
Los feciales declaraban la guerra con otra ceremonia que recoge el historiador Tito Livio. Primero, tras invocar a Júpiter en la frontera del territorio enemigo, hacían una petición de devolver propiedades robadas y compensaciones (res repetundae). Después de un plazo de treinta y tres días para que se atendieran esas exigencias, si no eran satisfechas, los feciales invocaban a Jano, abrían las puertas de su templo, invocaban después a todos los dioses del cielo y del infierno y declaraban la guerra arrojando una pequeña lanza o azagaya de hierro al territorio enemigo. La fórmula usada era “Audi Iuppiter, audite fines [y aquí se nombraba al pueblo fronterizo inculpado], audiat Fas”; donde Fas era una supra-ley sagrada impersonal. De aquí deriva la noción romana de guerra justa como represalia ante la agresión exterior, a fin de tener a los dioses a su lado una vez declarado el conflicto. "Para el ius fetiale el carácter de guerra "justa" o "injusta" tenía por único criterio el de la observancia o no de unas reglas formales, rituales o de procedimiento prefijadas y consagradas por exigencias de índole religiosa, que comportaban, evidentemente, un deber de pietas para con la parte demandada, o sea un reconocimiento de ésta en su pleno carácter de personalidad jurídica".
"Este religioso o semirreligioso ius fetiale se mantuvo en vida mientras los romanos tuvieron que habérselas solamente con pueblos vecinos más o meno emparentados o, en cualquier caso, antiguos conocidos, con los que ya habían tenido relaciones comerciales y diplomáticas, de manera que el sentimiento de un deber religioso hacia los enemigos debía de estar bastante condicionado por el sentimiento de afinidad y el mutuo reconocimiento de la personalidad jurídica entre vecinos de toda la vida (...) una «ética de guerra» centrada en principios religiosos de lealtad y de piedad adolecía de la inevitable debilidad o limitación de no poder trascender el restringido contexto, por así decirlo, «familiar» que la había permitido fermentar y germinar."
En ocasión de la guerra contra las ciudades griegas del sur de Italia, que llamaron en su auxilio al rey Pirro, los romanos se encontraron con la dificultad de enviar a los feciales al lejano reino de Epiro. Los feciales utilizaron el ardid de permitir que un epirota comprase un campo en Italia para considerar ese terreno como parte del territorio de Epiro y de este modo conducir el rito de arrojar la lanza.
Para la firma de los tratados de paz también era necesario un ceremonial especial. Debía ser corroborado por al menos dos feciales: el pater patratus y el verbenarius, así llamado porque este último debía recoger y usar en la ceremonia la verbena sagrada tomada del Capitolio.

## Durante el Imperio
Desde el fin de la República y más todavía durante el Imperio, el antiguo colegio fue perdiendo importancia. Las guerras y las fronteras estaban muy lejos y los rituales eran complicados de hacer, por lo que se compró un terreno en el templo de la diosa de la guerra Belona donde se podía tirar la jabalina y se alzó una columna para señalar el sitio desde donde hacerlo. El templo de Jano sólo se cerró cuatro veces a lo largo de toda la historia de la Antigua Roma: en tiempos del rey Numa, en tiempos del consulado de Tito Manlio Torcuato, en los del emperador Augusto y en los de Vespasiano.